# Sergio Panunzio
Sergio Panunzio, né le 20 juillet 1886 à Molfetta et mort le 8 octobre 1944 , est un philosophe politique italien, partisan du syndicalisme révolutionnaire. Au cours des années 1920, il est l'un des principaux théoriciens du fascisme.

## Biographie
Après des études de droit et de philosophie à l'université de Naples, Sergio Panunzio rédige de nombreux ouvrages de philosophie politique. Il est nommé à la tête de la Faculté de sciences politiques de Pérouse en 1928. Panunzio envisage le syndicalisme révolutionnaire comme un développement historique du marxisme ; il s'appuie notamment sur la pensée politique de Georges Sorel et Francesco Saverio Merlino.